# Thí nghiệm Davisson–Germer

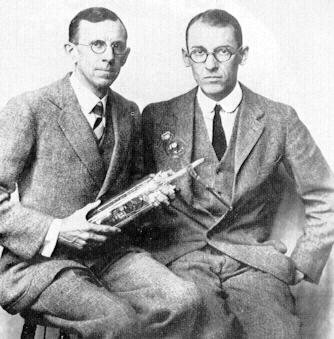
Davisson và Germer năm 1927

Thí nghiệm Davisson–Germer là một thí nghiệm được thực hiện từ năm 1923 đến 1927 bởi Clinton Davisson và Lester Germer tại Western Electric (sau này là Bell Labs), trong đó electron, khi bị tán xạ bởi bề mặt tinh thể nickel kim loại, thì thể hiện một mẫu nhiễu xạ. Điều này giúp khẳng định giả thuyết do Louis de Broglie đưa ra vào năm 1924 về lưỡng tính sóng–hạt, cũng như phương pháp tiếp cận sóng cơ học của phương trình Schrödinger. Đây đánh dấu một cột mốc thực nghiệm trong quá trình hình thành cơ học lượng tử.

## Lịch sử và tổng quan
Theo phương trình Maxwell từ cuối thế kỷ 19, ánh sáng được cho là gồm sóng điện từ và vật chất được cho là từ các hạt cục bộ. Tuy nhiên, điều này đã bị thách thức trong bài báo năm 1905 của Albert Einstein về hiệu ứng quang điện, mô tả ánh sáng là lượng tử năng lượng rời rạc và cục bộ (bây giờ gọi là photon), giúp ông giành giải Nobel Vật lý năm 1921. Vào năm 1924 Louis de Broglie trình bày luận án của ông liên quan đến thuyết lưỡng tính sóng–hạt, trong đó đề xuất  rằng mọi vật chất đều thể hiện lưỡng tính sóng–hạt của photon. Theo de Broglie, với mọi vật chất và bức xạ, năng lương {\displaystyle E} của hạt tỉ lệ thuận với tần số của sóng liên quan theo mối liên hệ Planck:{\displaystyle E=h\nu }Và momen của hạt liên quan tới bước sóng theo mối liên hệ de Broglie:{\displaystyle \lambda ={\frac {h}{p}},}trong đó h là hằng số Planck.
Một đóng góp quan trọng cho thí nghiệm Davisson–Germer đến từ Walter M. Elsasser tại Göttingen vào những năm 1920, người nhận xét rằng bản chất giống sóng của vật chất có thể được nghiên cứu bằng các thí nghiệm tán xạ electron trên các chất rắn kết tinh, giống như bản chất giống sóng của tia X đã được xác nhận thông qua các thí nghiệm tán xạ tia X của Barkla trên các chất rắn kết tinh.
Đề xuất này của Elsasser sau đó được đồng nghiệp kỳ cựu của ông (sau này là người đoạt giải Nobel) Max Born truyền đạt cho các nhà vật lý học ở Anh. Khi thực hiện thí nghiệm Davisson và Germer, kết quả của thí nghiệm được lý giải bằng đề xuất của Elsasser. Tuy nhiên, mục đích ban đầu của thí nghiệm Davisson và Germer không phải là để xác nhận giả thuyết de Broglie, mà là để nghiên cứu bề mặt nickel. 

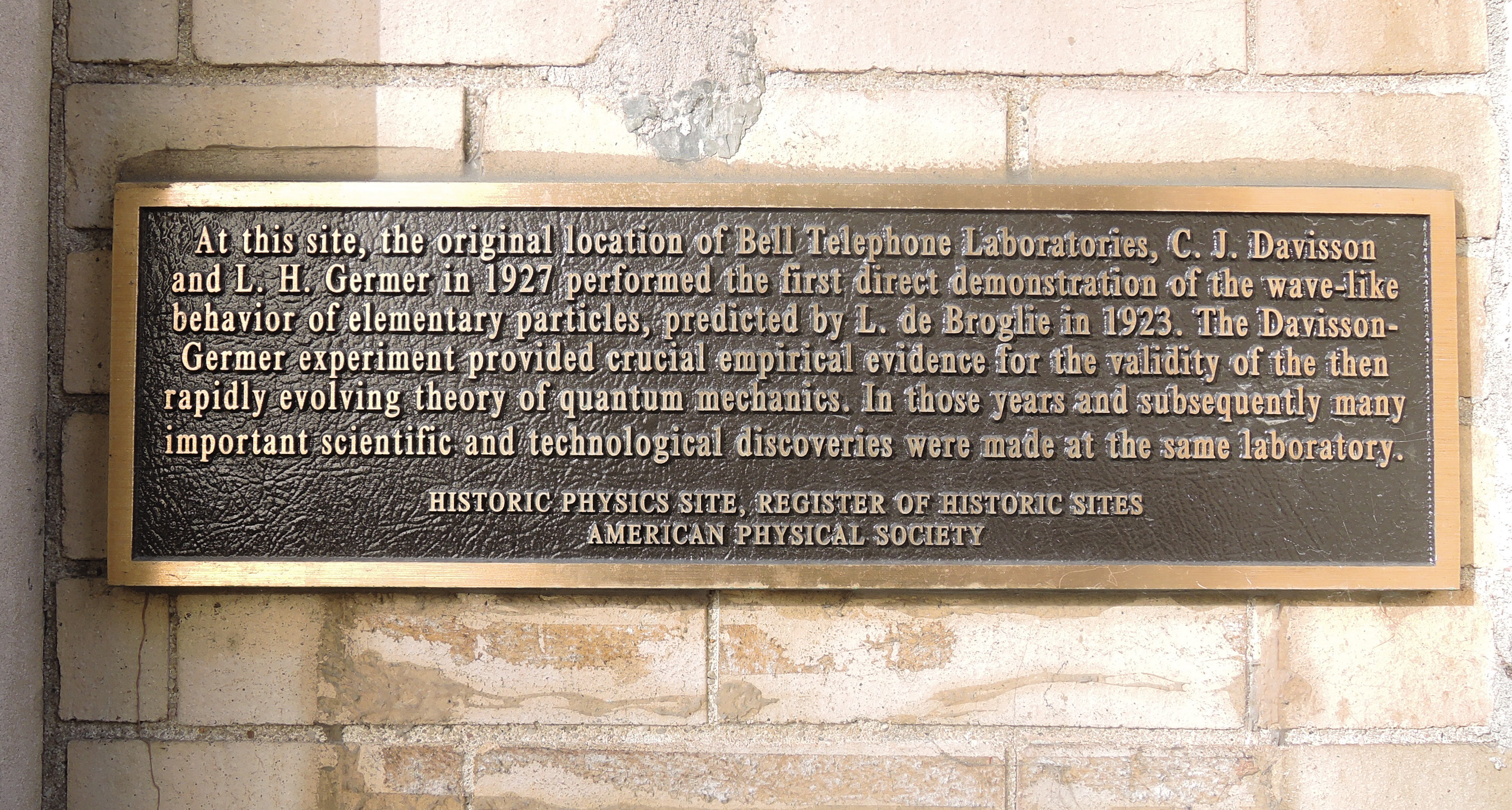
Tấm bảng ghi dấu thí nghiệm của Hiệp hội Vật lý Hoa Kỳ ở Manhattan

Vào năm 1927 tại Bell Labs, Clinton Davisson và Lester Germer bắn các electron chuyển động chậm vào nickel tinh thể. Sự phụ thuộc góc của cường độ electron phản xạ đã được đo và được xác định là có mẫu nhiễu xạ tương tự với mẫu mà Bragg dự đoán với tia X; một vài khác biệt nhỏ nhưng đáng kể xuất phát từ điện thế trung bình mà Hans Bethe đã chỉ ra trong phân tích hoàn thiện hơn của ông. Cùng lúc đó, George Paget Thomson và học trò Alexander Reid đã độc lập chứng minh hiệu ứng tương tự khi bắn các electron qua màng celluloid để tạo ra mẫu nhiễu xạ, và Davisson và Thomson đã cùng chia sẻ Giải Nobel Vật lý năm 1937. Việc loại Germer khỏi việc chia sẻ giải thưởng đã làm bối rối các nhà vật lý kể từ đó. Thí nghiệm Davisson–Germer đã xác nhận giả thuyết de Broglie rằng vật chất có tính chất giống như sóng. Điều này, kết hợp với hiệu ứng Compton do Arthur Compton (người đoạt giải Nobel Vật lý năm 1927) phát hiện, đã thiết lập nên giả thuyết lưỡng tính sóng–hạt, một bước quan trọng trong lý thuyết lượng tử.

## Thí nghiệm ban đầu
Davisson bắt đầu nghiên cứu về sự bắn phá electron và phát xạ electron thứ cấp vào năm 1921. Một loạt các thí nghiệm được thực hiện cho đến năm 1925.

Trước năm 1923, Davisson đã làm việc với Charles H. Kunsman để phát hiện ra tác động của sự bắn phá electron lên wolfram khi họ nhận thấy rằng có 1% số electron bật thẳng trở lại súng electron trong quá trình tán xạ đàn hồi. Kết quả nhỏ nhưng bất ngờ này đã khiến Davisson đưa ra giả thuyết rằng ông có thể kiểm tra cấu hình electron của nguyên tử theo cách tương tự như cách tán xạ hạt alpha của Rutherford đã kiểm tra hạt nhân. Họ đã thay đổi bằng cách dùng chân không cao và sử dụng nickel cùng với nhiều kim loại khác, nhưng kết quả không mấy ấn tượng.

Sơ đồ thí nghiệm

Vào tháng 10 năm 1924, khi Germer tham gia thí nghiệm, mục tiêu thực sự của Davisson là nghiên cứu bề mặt của một miếng nickel bằng cách hướng một chùm electron vào bề mặt kim loại và quan sát lượng electron bật ra ở các góc khác nhau. Họ hy vọng rằng do kích thước nhỏ của các electron nên ngay cả bề mặt tinh thể nhẵn nhất cũng sẽ quá thô đối với chúng nên chùm electron sẽ bị phản xạ khuếch tán.
Thí nghiệm bao gồm việc bắn một chùm electron vuông góc (từ một súng electron hay một máy gia tốc hạt tĩnh điện) vào một tinh thể nickel, và đo sự thay đổi số lượng electron phản xạ khi thay đỏi góc giữa máy dò và bề mặt nickel. Súng electron là một sợi Wolfram được nung nóng giải phóng các electron bị kích thích nhiệt sau đó được tăng tốc thông qua một hiệu điện thế, cung cấp cho chúng một lượng động năng nhất định, hướng về phía tinh thể nickel. Để tránh va chạm giữa các electron với các nguyên tử khác trên đường đến bề mặt, thí nghiệm được tiến hành trong một buồng chân không. Để đo số lượng electron bị tán xạ ở các góc khác nhau, di chuyển một máy dò electron làm từ cốc Faraday theo đường cung quanh tinh thể đã được sử dụng. Máy dò được thiết kế để đọc chỉ các electron bị tán xạ đàn hồi.
Trong quá trình thí nghiệm, không khí vô tình lọt vào buồng, tạo ra một lớp màng oxide trên bề mặt nickel. Để loại bỏ lớp oxide, Davisson và Germer nung nóng mẫu vật trong lò nung nhiệt độ cao, nhưng không biết rằng điều này khiến cấu trúc đa tinh thể trước đây của nickel trở thành các vùng tinh thể đơn lớn với các mặt phẳng tinh thể liên tục trên chiều rộng của chùm electron.
Khi họ khởi động lại thí nghiệm và các electron đập vào bề mặt, chúng bị phân tán bởi các nguyên tử nickel trong mặt phẳng tinh thể (để các nguyên tử được sắp xếp đều đặn) của tinh thể. Điều này, vào năm 1925, đã tạo ra một mẫu nhiễu xạ với các đỉnh bất ngờ và không tương quan do quá trình gia nhiệt gây tạo ra một vùngtinh thể mười mặt. Họ đã thay đổi thí nghiệm thành một tinh thể đơn và bắt đầu lại.

## Đột phá
Trong tuần trăng mật thứ hai của mình, Davisson đã tham dự cuộc họp của Hiệp hội Anh vì sự tiến bộ của khoa học tại Oxford vào mùa hè năm 1926. Tại cuộc họp này, ông tìm hiểu về những tiến bộ gần đây trong cơ học lượng tử. Trước sự bất ngờ của Davisson, Max Born đã có một bài giảng sử dụng các đường cong nhiễu xạ từ một nghiên cứu năm 1923 không liên quan của Davisson về bạch kim cùng với Kunsman, sử dụng dữ liệu để xác nhận giả thuyết de Broglie mà Davisson không hay biết.
Davisson sau đó biết rằng trong những năm trước, các nhà khoa học khác: Walter Elsasser, E. G. Dymond, Blackett, James Chadwick và Charles Ellis, đã làm các thí nghiệm nhiễu xạ tương tự, nhưng không thể tạo ra chân không đủ thấp hoặc phát hiện ra các chùm tia cường độ thấp cần thiết.
Khi trở về Hoa Kỳ, Davisson đã tùy chỉnh thiết kế ống và vị trí đặt máy dò, thêm phương vị và vĩ độ. Các thí nghiệm về sau tạo ra một đỉnh tín hiệu mạnh ở 65 V và góc θ = 45°. Ông đã đăng một ghi chú trên tạp chí Nature với tiêu đề "The Scattering of Electrons by a Single Crystal of Nickel" (tạm dịch: "Sự tán xạ electron của một tinh thể nickel đơn lẻ").

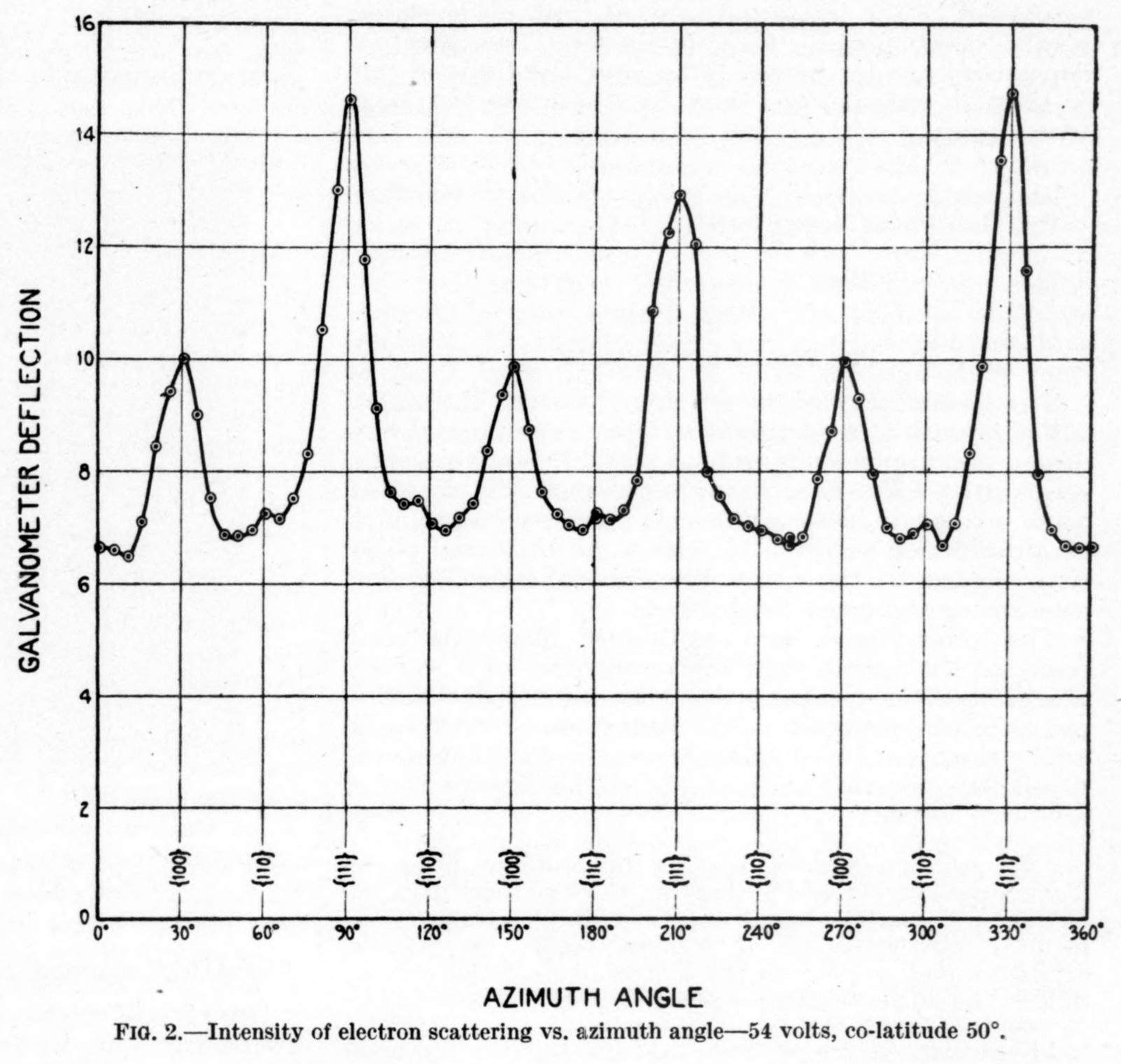
Đồ thị thể hiện góc phương vị của dòng điện so với chùm tia electron từ tờ báo năm 1927 mang tên "The Scattering of Electrons by a Single Crystal of Nickel". Sự hiện diện của các đỉnh và đáy phù hợp với mô hình nhiễu xạ và cho thấy bản chất giống sóng của electron.

Các câu hỏi vẫn cần được giải đáp và thí nghiệm tiếp tục cho đến năm 1927, vì Davisson lúc này đã quen thuộc với công thức de Broglie và đã thiết kế thí nghiệm để xem liệu có thể phân biệt bất kỳ hiệu ứng nào đối với bước sóng electron {\displaystyle \lambda } thay đổi hay không, dựa mối quan hệ de Broglie, {\displaystyle \lambda =h/(2mE)^{1/2}}mà họ biết sẽ cho ra một đỉnh ở 78 thay cho 65 V như bài báo của họ đã chỉ ra. Do không thể tạo mối tương quan với công thức de Broglie, bài báo của họ đã đưa ra hệ số co lại tùy ý là 0,7; tuy nhiên, hệ số này chỉ giải thích được 8 trong số 13 chùm tia.
Bằng cách thay đổi điện áp được áp dụng cho súng electron, cường độ cực đại của các electron bị nhiễu xạ bởi bề mặt nguyên tử đã được phát hiện ở nhiều góc khác nhau. Cường độ cao nhất xuất hiện khi góc θ = 50° với điện áp 54 V, cho ra động năng của các electron là 54 eV.
Như Max von Laue đã chứng minh vào năm 1912, cấu trúc tinh thể tuần hoàn đóng vai trò như một loại mạng nhiễu xạ ba chiều. Các góc phản xạ cực đại được đưa ra bởi điều kiện Bragg cho sự giao thoa tăng cường từ một mảng, định luật Bragg{\displaystyle n\lambda =2d\sin \left(90^{\circ }-{\frac {\theta }{2}}\right),}với n = 1, θ = 50°, và khoảng cách giữa các mặt phẳng tinh thể của nickel (d = 0.091 nm) thu được từ các thí nghiệm tán xạ tia X trước đây trên nickel tinh thể.
Theo mối quan hệ de Broglie, các electron có động năng 54 eV sẽ có bước sóng 0,167 nm nm. Kết quả thực nghiệm là 0,165 nm theo định luật Bragg, gần giống với dự đoán. Như Davisson và Germer đã nêu trong bài báo theo sau bài báo đoạt giải Nobel của họ vào năm 1928: "Những kết quả này, bao gồm cả việc dữ liệu không thỏa mãn công thức Bragg, đều phù hợp với những kết quả thu được trước đó trong các thí nghiệm của chúng tôi về nhiễu xạ electron. Dữ liệu phản xạ không thỏa mãn mối quan hệ Bragg vì cùng lý do mà các chùm tia nhiễu xạ electron không trùng với các chùm tia Laue tương tự." Tuy nhiên, họ nói thêm, "Các bước sóng được tính toán hoàn toàn phù hợp với các giá trị lý thuyết của h/mv như thể hiện trong bảng kèm theo." Vì vậy, mặc dù nhiễu xạ năng lượng electron không tuân theo định luật Bragg, nhưng nó đã xác nhận lý thuyết của de Broglie rằng các hạt hoạt động giống như sóng. Lời giải thích đầy đủ được Hans Bethe, người giải phương trình Schrödinger cho trường hợp tán xạ electron, đưa ra.
Phát hiện tình cờ của Davisson và Germer về sự nhiễu xạ electron là bằng chứng trực tiếp đầu tiên giúp khẳng định giả thuyết của de Broglie về đặc tính sóng của các hạt.

## Ứng dụng thực tiễn
Phương pháp cụ thể của Davisson và Germer sử dụng các electron năng lượng thấp, hiện được gọi là nhiễu xạ electron năng lượng thấp (LEED). Phải đến rất lâu sau đó, sự phát triển của các phương pháp thử nghiệm khai thác các công nghệ chân không cực cao (ví dụ: phương pháp được Alpert mô tả vào năm 1953) mới cho phép nhiễu xạ LEED được sử dụng rộng rãi để tìm hiểu bề mặt của các nguyên tố kết tinh và khoảng cách giữa các nguyên tử. Các phương pháp sử dụng các electron năng lượng cao hơn để gây nhiễu xạ theo nhiều cách khác nhau đã được phát triển sớm hơn nhiều.